# Горохов, Игорь Олегович
Игорь Олегович Горохов (Пустой шаблон {{ВД-Преамбула}} ) — российский хоккеист, защитник.

## Биография
Воспитанник хабаровского «Амура». Начинал играть в первой лиге за «Амур-2» (2005/06 — 2007/08) и в высшей лиге за «Ермак» Ангарск (2008/09). В сезоне-2009/10 провёл 34 матча за «Амур» в КХЛ. Провёл два сезона (2010/11 — 2011/12) в команде МХЛ «Амурские тигры». Играл в ВХЛ за «Кубань» (2012) и «Кристалл» Саратов (2012/13 — 2013/14). Летом 2014 года заключил пробный контракт с «Адмиралом», но с 3 ноября стал играть в ВХЛ за «Южный Урал». Затем выступал в составе «Спутника» Нижний Тагил (2015/16) и в Азиатской хоккейной лиге за «Сахалин» (2016/17).